# Jean-Claude Trial
Jean-Claude Trial (Avinyó (Valclusa), 13 de desembre de 1732 - París, 23 de juny de 1771) fou un compositor i director d'orquestra francès. El seu nebot Armand (1771-1803) també fou un conegut compositor.
Estudià en la seva ciutat natal; després es traslladà a Montpeller, i, finalment, passà París, assolint la plaça de primer violí de l'orquestra del teatre de l'Òpera, per la que va escriure algunes obertures que s'estrenaren amb èxit. Més tard arribà a ser director d'orquestra i a partir de 1767 compartí amb Berton la direcció del teatre.
A banda de diverses obres instrumentals, va compondre les òperes:
- Sylvie, en col·laboració amb Berton (1765);
- Esope à Cythère;
- Théonis;
- La chercheuse d'esprit, així com diverses cantates.